# Họ Đào lộn hột
Họ Đào lộn hột hay còn gọi là họ Xoài (danh pháp khoa học: Anacardiaceae) là một họ thực vật có hoa có quả là loại quả hạch. Các loài trong họ này có cây gỗ, bụi hoặc dây leo thân gỗ; lá mọc cách, thường kép một lần lông chim; đặc trưng bởi cây có nhựa mủ. Hoa của cây trong họ nhỏ, đều, mẫu (3)5(7); bộ nhị xếp thành 2 vòng (diplostemon) hoặc 1 vòng (haplostemon), hiếm khi 2 vòng với các nhị vòng ngoài đối diện các cánh hoa (obdiplostemon); có triền ở trong hay ngoài nhị. Bộ nhụy thường gồm 3 lá noãn hợp quả tụ (hợp nguyên lá noãn), đôi khi lá noãn 1 hoặc 4-6, rời nhau. Quả của cây trong họ thường là dạng hạch hay quả mọng. Hạt có phôi cong. Một số loài tiết ra urushiol là một chất gây dị ứng. Chi điển hình là Anacardium (đào lộn hột). Các loài khác trong họ này còn có xoài, điều, sơn độc, sơn, hoa khói và hồ trăn. Hồ trăn đôi khi còn được đưa vào họ riêng là Pistaciaceae.

## Các chi
Theo APG III, họ này chứa khoảng 80 chi với khoảng 882 loài, đôi khi được chia thành hai phân họ là Spondoideae (đồng nghĩa: Spondiadaceae) với khoảng 20 chi và 147 loài và Anacardioideae với khoảng 60 chi và 735 loài.
- Euleria
- Anacardioideae
  - Actinocheita
  - Amphipterygium (bao gồm cả Juliania)
  - Anacardium: đào lộn hột
  - Androtium
  - Apterokarpos
  - Astronium (bao gồm cả Myracrodruon)
  - Baronia
  - Blepharocarya
  - Bonetiella
  - Bouea (bao gồm cả Tropidopetalum)
  - Buchanania (bao gồm cả Coniogeton)
  - Campnosperma (bao gồm cả Cyrtospermum)
  - Campylopetalum
  - Cardenasiodendron
  - Comocladia
  - Cotinus: cây hoa khói
  - Dobinea (bao gồm cả Podoon)
  - Drimycarpus (bao gồm cả Comeurya)
  - Euroschinus
  - Faguetia
  - Fegimanra
  - Gluta (bao gồm cả Melanorrhoea, Stagmaria, Syndesmis)
  - Haplorhus
  - Heeria (bao gồm cả Anaphrenium)
  - Holigarna
  - Laurophyllus (bao gồm cả Botryceras)
  - Lithraea (cách viết khác Lithrea)
  - Loxopterigium (bao gồm cả Apterokarpos)
  - Loxostylis
  - Malosma
  - Mangifera (bao gồm cả Phanrangia): xoài
  - Mauria
  - Melanochyla
  - Metopium
  - Micronychia
  - Mosquitoxylum
  - Nothopegia
  - Ochoterenaea
  - Orthopterygium
  - Ozoroa
  - Pachycormus (bao gồm cả Veatchia)
  - Parishia
  - Pentaspadon (bao gồm cả Microstemon, Nothoprotium)
  - Pistacia: hồ trăn
  - Protorhus
  - Pseudosmodingium
  - Rhodosphaera
  - Rhus (bao gồm cả Duckera, Melanococca, Neostyphonia, Terminthia, Trujanoa): cây sơn, cây muối, cây sơn độc, thường xuân độc, sồi độc
  - Schinopsis (bao gồm cả Quebrachia)
  - Schinus (bao gồm cả Duvaua): tiêu Peru
  - Searsia
  - Semecarpus (bao gồm cả Melanocommia, Nothopegiopsis, Oncocarpus)
  - Smodingium
  - Sorindeia (bao gồm cả Sorindeiopsis)
  - Swintonia (bao gồm cả Anauxanopetalum, Astropetalum)
  - Thyrsodium
  - Toxicodendron
  - Trichoscypha (bao gồm cả Emiliomarcetia)
- Spondoideae
  - Antrocaryon
  - Choerospondias
  - Cyrtocarpa (bao gồm cả Dasycarya)
  - Dracontomelon
  - Haematostaphis
  - Harpephyllum
  - Koordersiodendron
  - Lannea (bao gồm cả Lanneoma, Odina, Scassellatia)
  - Operculi
  - Pegia (bao gồm cả Phlebochiton)
  - Pleiogynium
  - Poupartia
  - Poupartiopsis
  - Pseudospondias
  - Sclerocarya
  - Solenocarpus
  - Spondias (bao gồm cả Allospondias, Skoliostigma): cóc
  - Tapirira

## Phát sinh chủng loài
Spondiadoideae-Spondiadeae và một vài chi thuộc Rhoeeae, bao gồm Pegia, Tapirira và Cyrtocarpa đã từng được phục hồi như là nhóm chị em với phần còn lại của họ này. Tuy nhiên, tình thế hiện tại là khá phức tạp. Trong một số phân tích thì Buchanania được hỗ trợ khá tốt như là nhóm chị em của phần còn lại của phân họ Anacardioideae, phù hợp cả về mặt thành phần hóa học và giải phẫu vỏ quả trong (nó không có vỏ quả trong phân tầng), số lượng lá noãn 4-6, và vị trí khác biệt của lá noãn có khả năng sinh sản, nhưng vị trí phát sinh chủng loài của nó lại không được ấn định trong các phân tích khác. Campnosperma, ban đầu được gộp trong chỉ một phân tích: việc lấy mẫu hạn chế, các mối quan hệ khác biệt với các quan hệ trong các nghiên cứu khác, không có giá trị hỗ trợ), có vỏ quả trong tương tự như của Buchanania và quả đôi khi là 2 ngăn; nhưng nó lại không được lập trình tự trong nghiên cứu của Pell (2004). Pell et al. (2011) gợi ý rằng Spondiadoideae là đa ngành, và Weeks et al. (2014) tìm thấy rằng Spondiadoideae là cận ngành, với Campnosperma nằm giữa hai phần; Buchanania là chị em với một trong hai phần này, và Pentaspadon là chị em với toàn thể cả họ - tuy nhiên, mức độ hỗ trợ là không mạnh.
Trong phần còn lại của họ, có bốn nhánh chính, với [Dobinaea + Campylopetalum] là chị em với toàn bộ phần còn lại, với mức độ hỗ trợ khá tốt. Trong Anacardioideae cũ các đơn vị phân loại có kiểu phát tán nhờ gió không tạo thành một nhóm duy nhất.
Về các mối quan hệ trong phạm vi chi Rhus sensu lato, mà từ đó chi gây dị ứng là Toxicodendron được tách ra, xem trong nghiên cứu của Andrés-Hernández et al. (2014).